# Isla Fuerte (Venezuela)
Isla Fuerte es una pequeña isla en el Golfo de Venezuela que pertenece al país suramericano de Venezuela y se ubica a unos 3 kilómetros al sur de Castilletes (en la frontera entre Colombia y Venezuela) y de la Punta Castilletes, al norte de Punta Perret, y al este de la Ciénaga de Tupuri. La entrada a la Bahía y Laguna de Cocinetas se encuentra justo al norte en la Península de la Guajira.
Administrativamente está incluida en la parroquia Alta Guajira en la parte más septentrional del Municipio Guajira al Norte del estado Zulia frente al Golfo de Venezuela. Posee una superficie estimada en 8.012.98 metros cuadrados (unas 0,8 hectáreas) y se ubica a 1,1 kilómetros de distancia al suroeste de las Islas Los Morros.